# Gaj Grakho
Gaj Sempronije Grakho (lat. Gaius Sempronius Gracchus) (?, 154. ili 153. pr. Kr. – ?, 121. pr. Kr.), rimski političar, pučki tribun, agrarni reformator, mlađi brat Tiberija Grakha.
Oboje braće bili su ambiciozni aristokrati iz plebejske obitelji. Najozbiljnije su namjeravali rješavati probleme koji su zatekli Rimsku Republiku. Uspon ka političkom vrhu omogućilo im je ugledno obiteljsko podrijetlo. Majka Kornelija bila je kći poznatog rimskog vojskovođe Publija Kornelija Scipiona Afričkog. Udala se za plebejca, što joj je prema rimskoj tradiciji omogućavalo njenim sinovima također biti plebejcima. 
Poznati odlični govornik, ali od govora ostali su samo sačuvani ulomci. Nastavio je bratov rad radikalnim mjerama. Proveo je:
- agrarnu reformu
- ograničavao vlast optimata demokratizacijom rimskog ustava
- podigao ugled viteškog staleža
- smanjio ovlasti Senata
- prenio sudbene poslove viteškom staležu (equites), koje su do tad obnašali senatori. Posebno se bavio sudovima koji su istraživali financijske malverzacije u provincijama, i koji su se trebali baviti pritužbama na rad pojedinih upravitelja provincija, koje su senatori favorizirali unatoč pritužbama publikana. Od tad su viteški staleži u porotama tih sudova.
- po Italiji i izvan Italije osnivao nove kolonije, sponzorirajući njihovo utemeljenje
- zalagao se za to da se italskim saveznicima podijeli rimsko građansko pravo

Tri se puta natjecao za mjesto pučkog tribuna. U trećem pokušaju nije uspio. Pri tom je poginuo u sukobu s optimatima.